# Sørensen
Sørensen – patronimiczne nazwisko duńskie (8 miejsce) i  norweskie (25 miejsce), oznacza syna Sørena. W Danii w 1940 powstał film Sørensen og Rasmussen, gdzie Rasmussen jest 9 nazwiskiem w tym kraju.

## Znani Sørensenowie

### naukowcy
- Øystein Sørensen – norweski historyk
- Søren Peder Lauritz Sørensen – duński biochemik
- William Sørensen – duński zoolog

### artyści
- Birgitte Hjort Sørensen – duńska aktorka
- Signe Byrge Sørensen – duńska aktorka
- Morten Løwe Sørensen – duński perkusista w zespole Amaranthe

### sportowcy
- Arne Sørensen – duński piłkarz
- Chris Anker Sørensen – duński kolarz szosowy
- Chris Sørensen – duński piłkarz
- Dennis Sørensen – duński piłkarz
- Erik Sørensen – duński piłkarz
- Frederik Sørensen – duński piłkarz
- Frode Sørensen – duński kolarz szosowy
- George Sørensen – duński hokeista
- Hans Christian Sørensen – duński wioślarz
- Hans Christian Sørensen – duński gimnastyk
- Harry Sørensen – duński gimnastyk
- Inge Sørensen – duńska pływaczka
- Jan Sørensen – duński piłkarz
- Jan-Derek Sørensen – norweski piłkarz
- Jette Sørensen – duńska wioślarka
- Jørgen Leschly Sørensen – duński piłkarz
- Jørn Sørensen – duński piłkarz
- Katrine Holm Sørensen – duńska pływaczka
- Lasse Sørensen – duński kierowca wyścigowy
- Marco Sørensen – duński kierowca wyścigowy
- Nicki Sørensen – duński kolarz szosowy
- Niels Sørensen – duński piłkarz
- Odd Wang Sørensen – norweski piłkarz
- Ole Sørensen (1883–1958) – norweski żeglarz, złoty medalista olimpijski
- Ole Sørensen (ur. 1937) – duński piłkarz, uczestnik Mistrzostw Europy w 1964
- Ole Nørskov Sørensen (ur. 1952) – duński piłkarz ręczny, olimpijczyk
- Rolf Sørensen –  duński kolarz szosowy
- Thomas Sørensen – duński piłkarz

### inni
- Niels Holst-Sørensen – duński wojskowy
- Ole Sørensen (ur. 1968) – duński polityk, eurodeputowany V kadencji